# Розвори (Поморське воєводство)
Розвори (пол. Rozwory) — село в Польщі, у гміні Дебжно Члуховського повіту Поморського воєводства.
Населення — 254 особи (2011).
У 1975-1998 роках село належало до Слупського воєводства.

## Демографія
Демографічна структура станом на 31 березня 2011 року:
|          | Загалом | Допрацездатний вік | Працездатний вік | Постпрацездатний вік |
| -------- | ------- | ------------------ | ---------------- | -------------------- |
| Чоловіки | 123     | 23                 | 81               | 19                   |
| Жінки    | 131     | 28                 | 73               | 30                   |
| Разом    | 254     | 51                 | 154              | 49                   |